# Réka Király
Réka Király, ungarisch: Király Réka (* 21. September 2001 in Budapest), ist eine ungarische Handballspielerin. Sie ist ungarische Nationalspielerin in der Disziplin Beachhandball und Erstligaspielerin im Hallenhandball.
Király studiert an der Testnevelési Egyetem, der Sportuniversität in Budapest.

## Hallenhandball
Réka Király erhielt ihre Ausbildung beim Érd HC. Sie spielt auf der Rechtsaußenposition. 2019 wurde sie mit Érd Dritte im ungarischen Pokalwettbewerb und Vierte in der nationalen Meisterschaft. In der Saison 2019/20 hatte sie zur Gewinnung von Spielpraxis beim Zweitligisten Budaörs Handball ein Zweitspielrecht. Mit Érd schied sie in der Gruppenphase des EHF-Pokal 2019/20 aus.

## Beachhandball

### Juniorinnen
Ihre größeren Erfolge feierte Király zunächst im Beachhandball. Sie gehörte der ungarischen Mannschaft bei den Beachhandball-Junioreneuropameisterschaften 2016 (U16) in Nazaré an. Neben ihr gehörten auch schon Csenge Braun, Rebeka Benzsay, Sára Léránt, Gréta Hadfi und Dorottya Gajdos zum Aufgebot, mit denen sie in den nächsten Jahren das Rückgrat des Junioren-Nationalteams bildete. Das erste Spiel gegen Litauen gewannen die Ungarinnen sicher, verloren danach gegen Norwegen in zwei knappen Sätzen und gewannen schließlich das letzte Vorrundenspiel gegen die Schweiz in überragender Manier. Im zweiten Spiel erzielte sie einen, im dritten Spiel zwei Punkte. Als Tabellen-Zweite zogen die Ungarinnen in das Viertelfinale, wo sie Portugal im Shootout unterlagen. Király steuerte zwei Punkte bei. In den weiteren Platzierungsspielen wurde zunächst Deutschland im Shootout besiegt, wobei Király mit sieben erzielten Punkten zweitbeste Werferin ihres Teams war, im letzten Spiel um den fünften Rang Kroatien in zwei Sätzen. Erneut war sie, nun mit acht erzielten Punkten, die zweitbeste Werferin ihres Teams.
Auch im Jahr darauf gehörte Király zum ungarischen Team für die Beachhandball-Junioreneuropameisterschaften 2017 am Jarun-See bei Zagreb. Die Mannschaft spielte ein gutes Turnier. In der Vorrunde wurden zunächst die vier ersten Spiele gegen Rumänien, Polen, Deutschland und die Ukraine gewonnen, vor allem die beiden ersten Spiele sehr deutlich. Erst das letzte Spiel gegen die Niederlande wurde im Shootout verloren, wobei vor allem im zweiten Satz eine schwache ungarische Leistung gezeigt wurde. In den fünf Spielen erzielte Király 30 Punkte, vor allem war sie gegen die Ukraine mit 17 Punkten die herausragende Spielerin ihrer Mannschaft. Als Tabellenzweite zogen die Ungarinnen in die Viertelfinalspiele und schlugen dort Spanien im Shootout. Im Halbfinale war wie im Jahr zuvor im Viertelfinale Portugal der Endpunkt. In zwei knappen Niederlagen in den Sätzen verpasste Ungarn den Einzig in das Finale, wie schon im Viertelfinalspiel blieb Király ohne Treffer. Im Spiel um Platz drei musste sich Ungarn Deutschland geschlagen geben. Mit dem vierten Platz bei der Junioren-EM verpasste Ungarn eigentlich die Qualifikation für die Beachhandball-Juniorenweltmeisterschaften 2017 in Flic-en-Flac auf Mauritius, rückte aber für die nicht angetretenen Norwegerinnen nach. Bei nur einer Niederlage im gesamten Turnierverlauf gewann das ungarische Team gegen die Niederlande den Titel.
Auch bei den Beachhandball-Junioreneuropameisterschaften 2018 in Montenegro gewann Király mit Ungarn den Titel. Nachdem in der Vorrunde gegen Spanien zunächst mit einer Niederlage im Shootout in das Turnier gestartet wurde, folgten deutliche Siege gegen die Schweiz, Italien und die Türkei. Gegen Italien erzielte Király vier Punkte, gegen die Türkei war sie nach Rebeka Benzsay gemeinsam mit Klaudia Pintér mit acht Punkten zweitbeste ungarische Werferin. In einem rauen Viertelfinalspiel mit drei Platzverweisen wurde Russland geschlagen, Király erzielte drei Punkte. Im Halbfinale wurde dieses Mal Portugal noch dazu klar besiegt; Király erzielte mit zehn Punkten die meisten des Spiels. Im Finale wurde mit den Niederländerinnen ein anderer Dauerrivale besiegt, Király steuerte zum Erfolg vier Punkte bei.

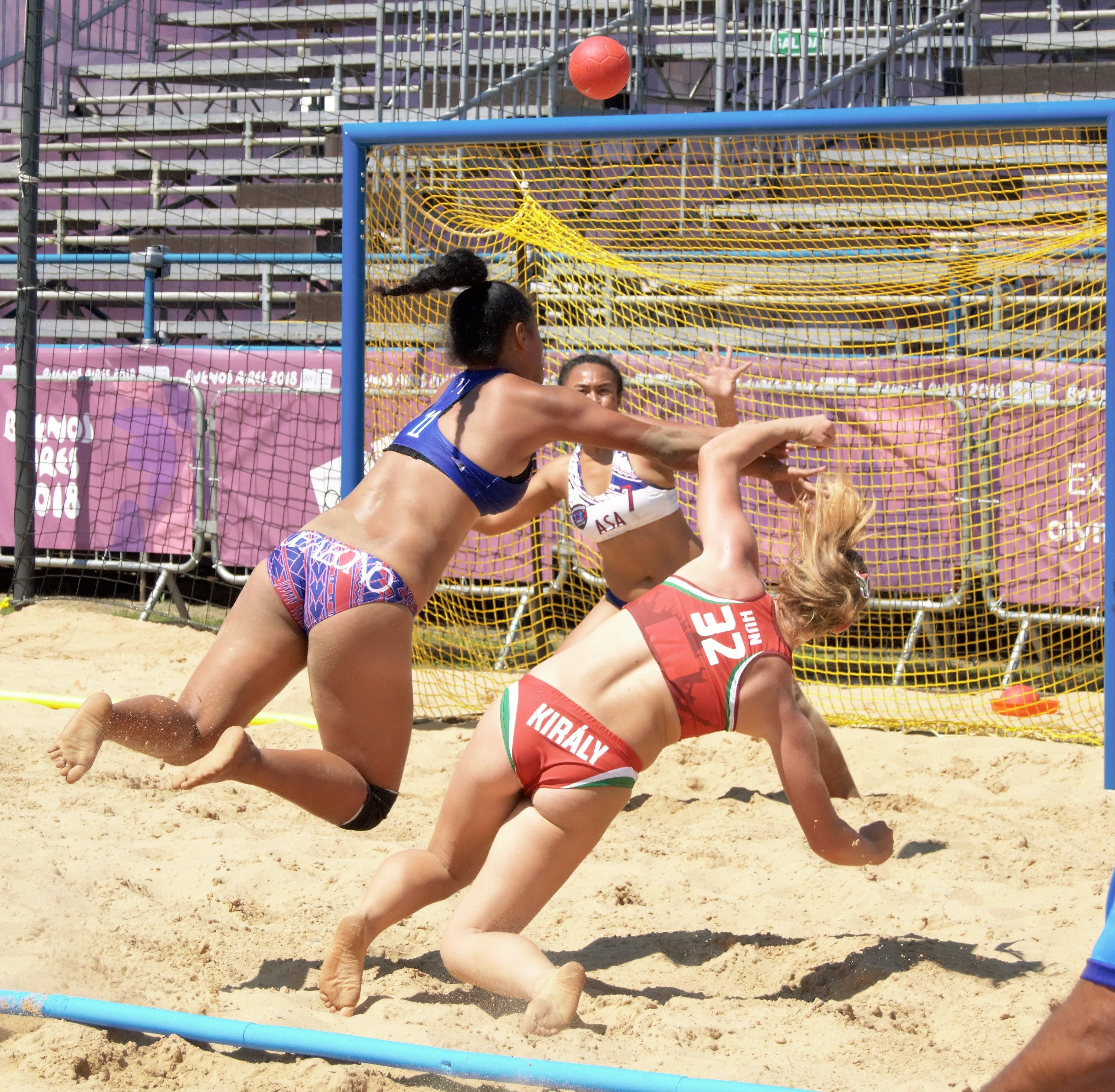
Király (rot) beim Torabschluss gegen Verteidigerin Philomena Tofaeono und Torhüterin Roselyn Faleao im Vorrundenspiel gegen Amerikanisch-Samoa

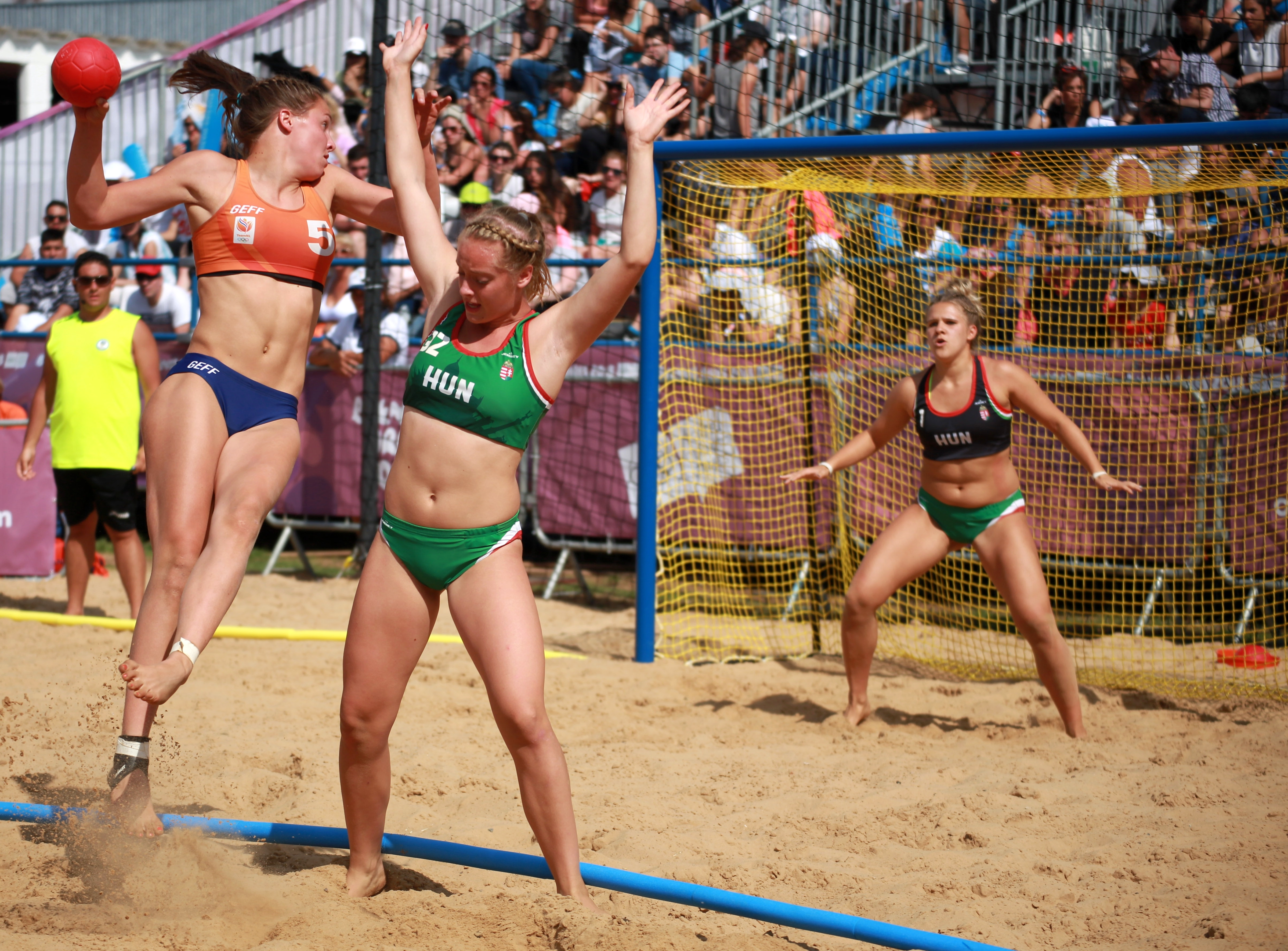
Király (Mitte) verteidigt im Spiel um Bronze bei den Olympischen Jugendspielen gegen Marit van Ede (links, Niederlande); im Tor Gréta Hadfi

Später im Jahr gehörte Király zum Kader Ungarns für die Olympischen Jugendspiele 2018 in Buenos Aires, wo Beachhandball erstmals im Programm Olympischer Spiele stand. Schon gleich im ersten Spiel gegen Amerikanisch-Samoa gelang ein deutlicher Sieg, zu dem Király sieben Punkte beitrug. Auch gegen den zweiten großen Außenseiter des Turniers, Mauritius, gelang im nächsten Spiel ein deutlicher Sieg, zu dem Király zwei Punkte aus einem verwandelten Sechsmeter-Strafwurf beisteuerte. Im dritten Spiel konnte Russland nach Shootout bezwungen werden; Király war hier vor allem in der Defensive gefordert, ihr gelang ein Block, daneben verursachte sie aber zwei Strafwürfe. Beim 2:0-Sieg gegen die großen Konkurrenten um den Sieg in der Vorrunde, Kroatien, blieb Király offensiv wie defensiv unauffällig. Auch das letzte Spiel der Vorrunde gegen Chinesisch Taipeh wurde mit 2-0 gewonnen, erstmals seit zwei Spielen ohne Treffer gelangen ihr wieder fünf Punkte. Auch in der Hauptrunde konnte die Erfolgsserie fortgesetzt werden und Paraguay wurde mit 2-0 geschlagen, Király erhielt in diesem Spiel eine Zeitstrafe. Das nächste Spiel war gegen die Gastgeberinnen aus Argentinien und führte bis in den Shootout, in dem sich die Ungarinnen erstmals geschlagen geben mussten, obwohl sie in der Addition beider Durchgänge mit 38:31 Punkten eine deutlich bessere Quote aufzuweisen hatten. Gegen die Niederlande im finalen Hauptrundenspiel konnte sich Ungarn im Shootout durchsetzen und zog hinter den Niederlanden und vor Argentinien und Kroatien in die Halbfinalspiele ein. Király erzielte im Spiel zwar nur zwei Punkte und vergab einen Strafwurf, konnte allerdings in der Defensive mit einem Steal und einem Block Akzente setzen. Im Halbfinale unterlag Ungarn gegen die Gastgeberinnen im Shootout, obwohl die Ungarinnen in der Addition der Halbzeiten sogar einen Punkt mehr erzielt hatten. Király steuerte erneut zwei Punkte und einen Steal bei. Im Spiel um den dritten Rang traf man erneut auf die Auswahl der Niederlande, die mit 2-0 geschlagen werden konnte. Király war vor allem in der Defensive in diesem Spiel eine herausragende Stütze der Mannschaft, ihr gelangen zwei Steals sowie zwei Blocks. Die Bronzemedaille war die erste vergebene Medaille im Beachhandball im Olympischen Rahmen.

### Frauen

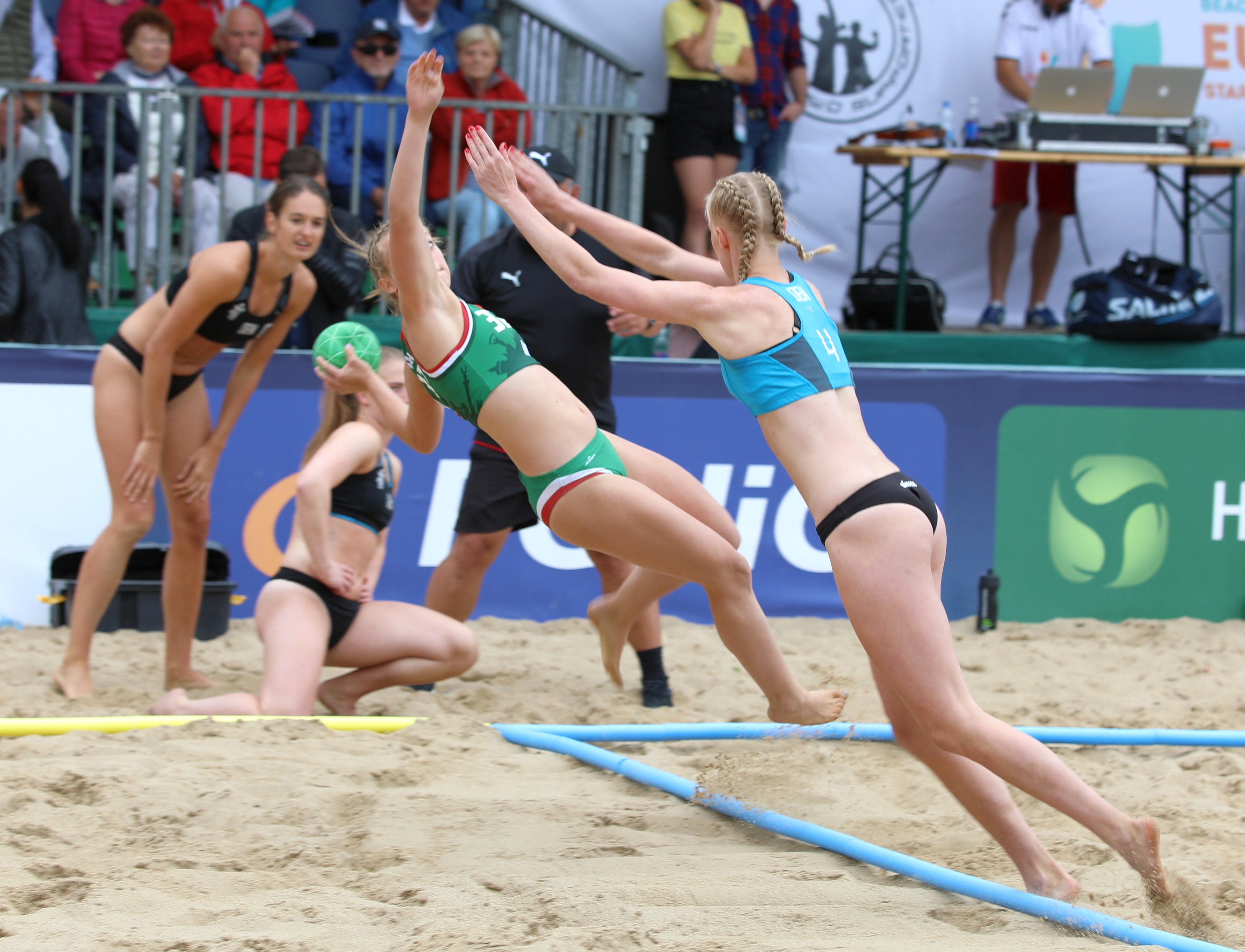
Király beim Drehwurf im Finale der Europameisterschaften 2019; in der Verteidigung die Dänin Emma Mogensen

Die Erfolge setzten sich bei der Beachhandball Euro 2019 in Stare Jabłonki fort. Király gehörte erneut wie Rebeka Benzsay, Gabriella Landi, Gréta Hadfi und Csenge Braun sowie die damalige Co-Trainerin Ágnes Győri aus der Olympiamannschaft zum ungarischen Aufgebot. Gegen Polen, Portugal, Frankreich und Zypern wurden alle vier Spiele der Vorrunde gewonnen. Weniger gut verlief die Hauptrunde, in der zunächst gegen Kroatien und dann die Niederlande verloren wurde, bevor das dritte und letzte Spiel gegen Norwegen gewonnen werden konnte. Als Gruppenvierte erreichten die Ungarinnen als Letzte die Viertelfinalspiele. Das Spiel gegen Spanien ging bis in den Shootout, wurde aber am Ende gewonnen. Im Halbfinalspiel traf man einmal mehr auf die Niederlande, die dieses Mal deutlich mit 2-0 geschlagen werden konnten. Im Finale traf Ungarn auf Dänemark. Nachdem der erste Durchgang deutlich an die Nordeuropäerinnen gegangen war, wurde der zweite Durchgang am Ende dramatisch. Dänemark führte wenige Sekunden vor dem letzten ungarischen Angriff mit zwei Punkten, als Rebeka Benzsay mit ihrem einzigen Treffer in diesem Spiel ausglich. Als nahezu alle Zuschauer nun von einer Verlängerung ausgingen, erzielte Ann Cecilie Møller bei einem letzten schnellen dänischen Angriff mit der Schlusssekunde den Siegtreffer. Király war gegen Frankreich in der Vor- und gegen Kroatien in der Hauptrunde mit acht, zudem mit 14 Punkten im Hauptrundenspiel gegen die Niederländerinnen beste Scorerin ihrer Mannschaft. Mit 54 erzielten Punkten war sie nach Renáta Csiki zweitbeste Werferin ihrer Mannschaft, hinter Emese Tóth mit drei Zeitstrafen allerdings auch in dieser Rubrik die Ungarin mit dem zweithöchsten Ergebnis. 
Die Platzierung bei den Europameisterschaften war zugleich die Qualifikation für die World Beach Games 2019 in ar-Rayyan, Katar, für die Király neben Gabriella Landi als einzige Spielerin ihrer Generation berufen wurde. In einer Gruppe mit den Weltklasse-Teams aus Brasilien, Argentinien und Dänemark sowie den USA und Tunesien überstand Ungarn die Gruppenphase als Viertes von sechs Teams bei zwei Siegen und drei Niederlagen nur knapp, konnte sich im weiteren Turnierverlauf jedoch steigern. Im Viertelfinale wurden zunächst die amtierenden Weltmeisterinnen aus Griechenland in zwei knappen Sätzen geschlagen. Im Halbfinale wurde das Überraschungsteam aus Vietnam deutlich besiegt. Im Finale trafen die Ungarinnen erneut auf die Däninnen und unterlagen wie bei der Europameisterschaft und in der Vorrunde, wenngleich in zwei sehr eng umkämpften Durchgängen.

## Erfolge
Beachhandball-Europameisterschaften
- 2019: Silber

World Beach Games
- 2019: Silber

Olympische Jugendspiele
- 2018: Bronze

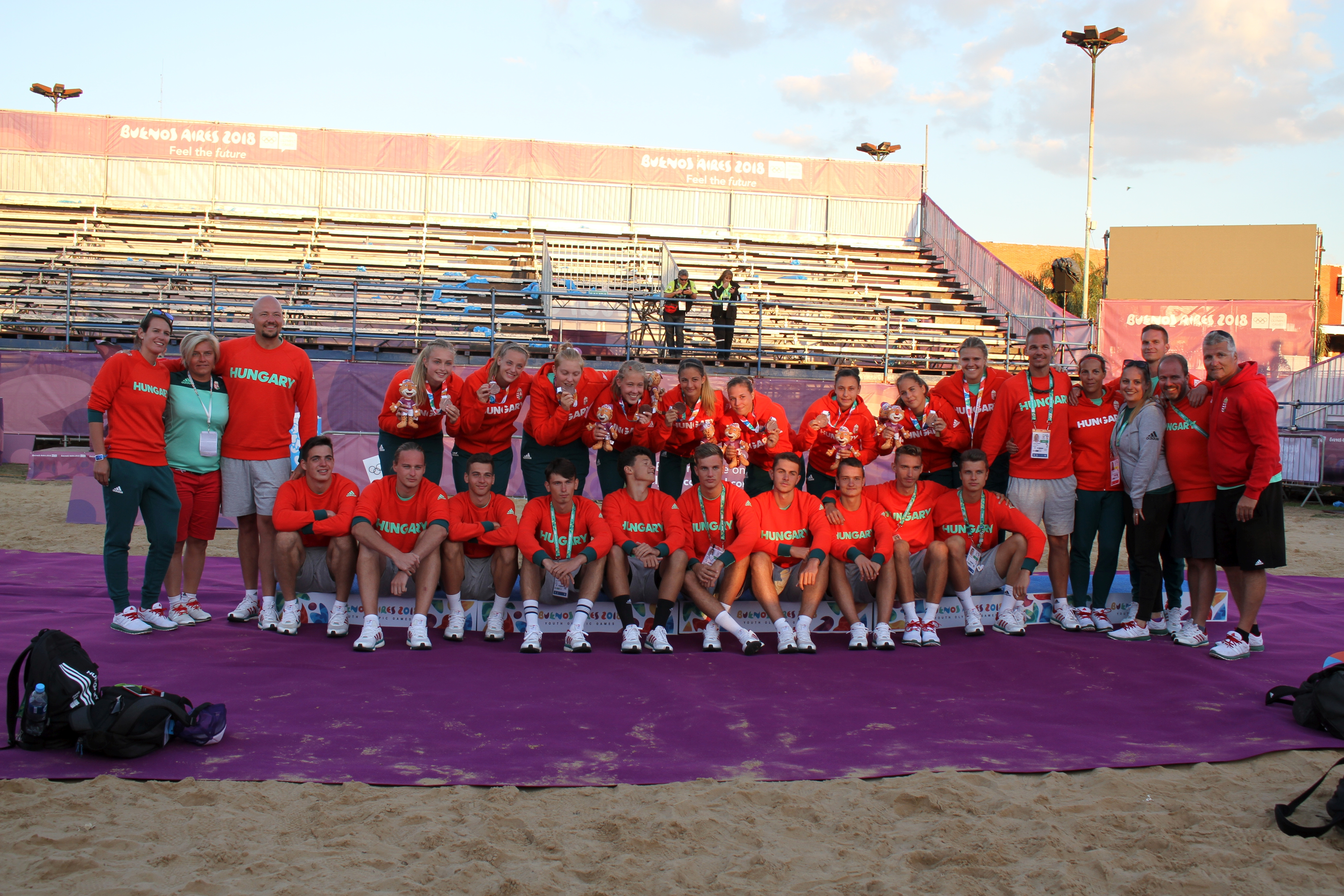
Die ungarischen Mannschaften und Betreuer nach der Siegerehrung der Olympischen Jugendspiele 2018

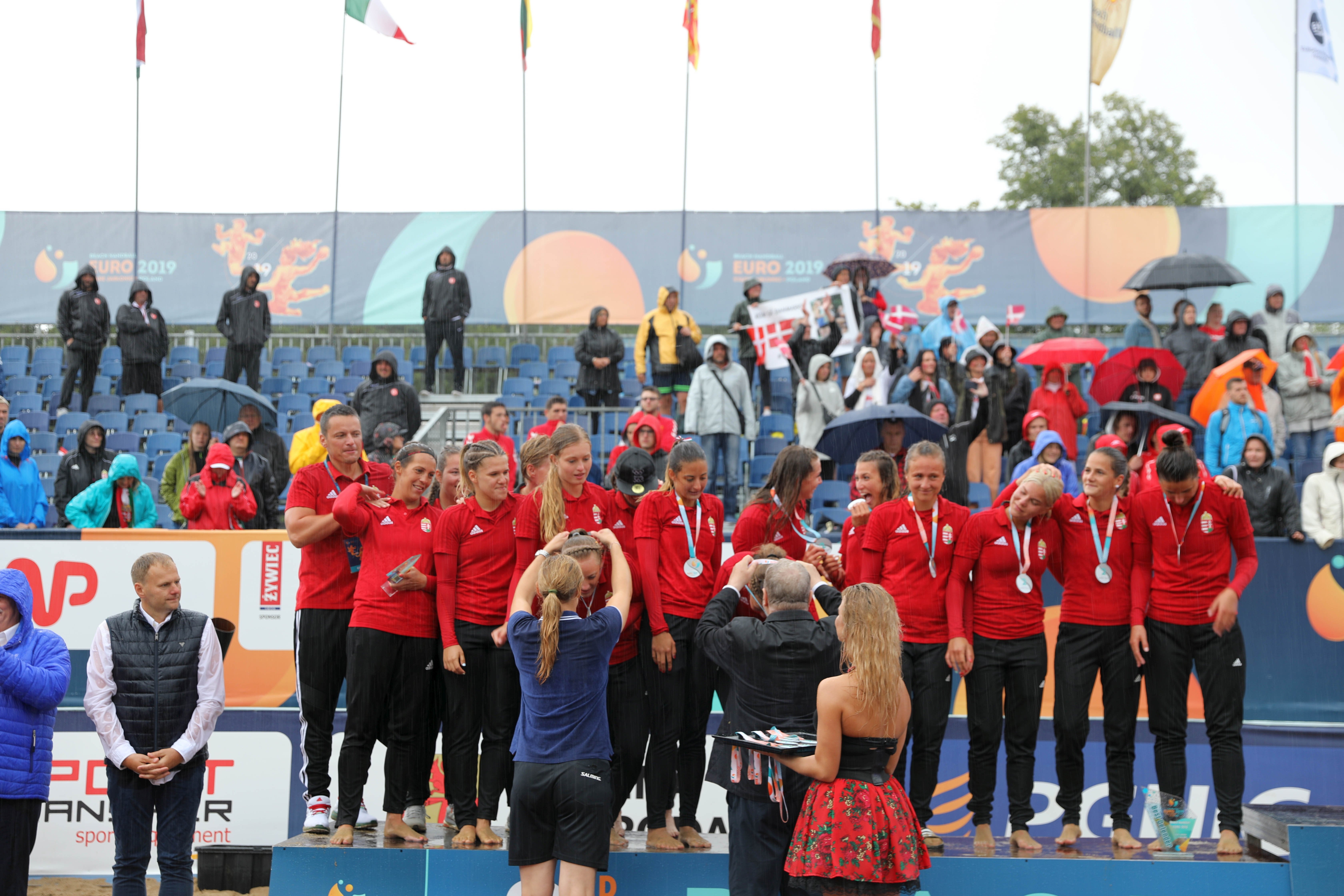
Király erhält die Silbermedaille bei der Siegerehrung bei den Europameisterschaften 2019

Beachhandball-Juniorenweltmeisterschaften
- 2017: Gold

Beachhandball-Junioreneuropameisterschaften
- 2016: Fünfte
- 2017: Vierte
- 2018: Gold

## Einzelbelege
1. ↑  Felnőtt. Abgerufen am 24. Oktober 2020 (ungarisch).
2. ↑  Rédl Dávid: Mindenkinek hasznos lesz – együttműködési megállapodást kötöttünk az érdiekkel | Budaörs Handball. Abgerufen am 24. Oktober 2020 (ungarisch).
3. ↑  European Handball Federation - 2016 Women's ECh Beach Handball 16 / Match Details. Abgerufen am 24. Oktober 2020 (englisch).
4. ↑  European Handball Federation - 2016 Women's ECh Beach Handball 16 / Match Details. Abgerufen am 24. Oktober 2020 (englisch).
5. ↑  European Handball Federation - 2016 Women's ECh Beach Handball 16 / Match Details. Abgerufen am 24. Oktober 2020 (englisch).
6. ↑  European Handball Federation - 2016 Women's ECh Beach Handball 16 / Match Details. Abgerufen am 24. Oktober 2020 (englisch).
7. ↑  European Handball Federation - 2017 Women's Ech Beach Handball 17 / Match Details. Abgerufen am 24. Oktober 2020 (englisch).
8. ↑  European Handball Federation - 2017 Women's Ech Beach Handball 17 / Match Details. Abgerufen am 24. Oktober 2020 (englisch).
9. ↑  European Handball Federation - 2017 Women's Ech Beach Handball 17 / Match Details. Abgerufen am 24. Oktober 2020 (englisch).
10. ↑  European Handball Federation - 2017 Women's Ech Beach Handball 17 / Match Details. Abgerufen am 24. Oktober 2020 (englisch).
11. ↑  admin: Impressions from the second day of the EURO | BH Euro 2017 YAC. Abgerufen am 26. März 2020 (amerikanisches Englisch).
12. ↑  admin: Netherlands and Spain defended the European crown! | BH Euro 2017 YAC. Abgerufen am 26. März 2020 (amerikanisches Englisch).
13. ↑  Dunaújvárosi lány a világ tetején. 18. Juli 2017, abgerufen am 24. April 2020 (ungarisch).
14. ↑  Benzsay Rebeka: a legvadabb álmaimban sem gondoltam volna, hogy arannyal jövünk haza. Abgerufen am 27. März 2020.
15. ↑  Balássy László: Magyar Olimpiai Bizottság - BENZSAY REBEKA. 14. November 2018, archiviert vom Original am 27. März 2020; abgerufen am 27. März 2020 (ungarisch).
16. ↑  European Handball Federation - 2018 Women's ECh Beach Handball 18 / Match Details. Abgerufen am 24. Oktober 2020 (englisch).
17. ↑  European Handball Federation - 2018 Women's ECh Beach Handball 18 / Match Details. Abgerufen am 24. Oktober 2020 (englisch).
18. ↑  European Handball Federation - 2018 Women's ECh Beach Handball 18 / Match Details. Abgerufen am 24. Oktober 2020 (englisch).
19. ↑  European Handball Federation - 2018 Women's ECh Beach Handball 18 / Match Details. Abgerufen am 24. Oktober 2020 (englisch).
20. ↑  Rousing success on the sand - Olympic News. 6. Februar 2019, abgerufen am 27. März 2020 (englisch).
21. ↑  European Handball Federation - 2019 Women's ECh Beach Handball / Match Details. Abgerufen am 26. März 2020 (englisch).
22. ↑  European Handball Federation - 2019 Women's ECh Beach Handball / Match Details. Abgerufen am 26. März 2020 (englisch).
23. ↑  European Handball Federation - 2019 Women's ECh Beach Handball / Match Details. Abgerufen am 26. März 2020 (englisch).
24. ↑  European Handball Federation - 2019 Women's ECh Beach Handball / Match Details. Abgerufen am 26. März 2020 (englisch).
25. ↑  European Handball Federation - 2019 Women's ECh Beach Handball / Match Details. Abgerufen am 26. März 2020 (englisch).
26. ↑  News | IHF. Abgerufen am 26. März 2020.
27. ↑  Team Details Page | IHF. Abgerufen am 26. März 2020.

| Personendaten    | Personendaten                     |
| ---------------- | --------------------------------- |
| NAME             | Király, Réka                      |
| ALTERNATIVNAMEN  | Réka, Király (ungarisch)          |
| KURZBESCHREIBUNG | ungarische Beachhandballspielerin |
| GEBURTSDATUM     | 21. September 2001                |
| GEBURTSORT       | Budapest                          |